# Alkifron
Alkifron (Oudgrieks: Ἀλκίφρων / Alkíphrōn) was een redenaar en epistolograaf. Verder is over zijn leven niets bekend en is zelfs de tijd waarin hij leefde een vraagteken. Zijn Attisch als in de 4e eeuw v.o.t. grijpt men tegenwoordig aan om hem in de Tweede sofistiek te plaatsen (ca. 60-230), wat de mogelijkheid openlaat dat hij dezelfde Alkifron is als de door Marcus Aurelius vermelde filosoof, in welk geval hij waarschijnlijk ook de auteur is van een traktaat Over de weelde van de ouden. Hij zou dan in de 2e eeuw geleefd hebben.

## Brieven
Het overgeleverde werk van Alkifron bestaat uit 118 verzonnen brieven en zes brieffragmenten. Volgens de indeling van Schepers zijn de brieven gericht aan vissers (22), boeren (39), klaplopers (41) en hetaeren (16). De toon kan grof, roerend of erotisch zijn, maar de taal is steeds het geïdealiseerde Attisch van eeuwen her. Ook in de vermelde plekken en gewoonten toonde Alkifron zijn kennis van het klassieke Athene.
De vissers, boeren en klaplopers zijn meestal verzonnen karakters met een tekenende naam (bv. een visser 'Liefdesboot' of een parasiet 'Klokkijker'). In de hetaerenbrieven komen daarentegen bekende figuren uit de antieke literatuur aan bod, zoals de prostituees Fryne, Bakchis, Glykera en Lamia, naast mannen als Praxiteles, Hyperides, Demetrius I Poliorketes en Menander. Door het opvoeren van die laatste lijkt Alkifron te erkennen dat hij schatplichtig is aan zijn blijspelen en aan de Nieuwe Komedie in het algemeen. Ook Loukianos wordt vaak als een invloed gezien, al is de richting niet onomstreden.
De gefingeerde brieven bieden een onverwachte inkijk in het gewone leven tijdens de oudheid. De vissers, boeren en klaplopers beklagen zich meestal over hun harde leven en proberen zich soms te verbeteren. De hetaeren klagen niet maar tonen zich eerder bezorgd voor het verlies van hun geliefden en inkomsten.

## Uitgaven
De overgeleverde handschriften gaan terug op vier laatmiddeleeuwse manuscripten: Vaticanus gr. 1461, Laurentianus gr. 59.5, Parisinus gr. 3021 en Parisinus gr. 3050. Geen enkel ervan bevat alle brieven. De eerste editie, met 44 brieven, verscheen in 1499 te Venetië door toedoen van Marcus Musurus. Moderne uitgaven zijn:
- Patrik Granholm, Alciphron. Letters of the Courtesans , 2012
- Menno Schepers, Alciphronis rhetoris epistularum libri IV, 1905

## Vertalingen
- Hein van Dolen, Alkifron. Post uit Athene. Brieven van, aan en over hoeren, klaplopers, vissers en boeren, 2000
- Frederick Adam Wright, Alciphron. Letters from the country and the town, of fishermen, farmers, parasites and courtesans, 1922

## Voetnoten
1. ↑  Ta eis heauton, 10.31
2. ↑  Περὶ παλαιᾶς τρυφῆς, vermeld in een randnotitie bij Athenaios, Deipnosophistae, 12.518b (Marcianus graecus 447)

- Bibsys: 95004969
- Biblioteca Nacional de España: XX956966
- Bibliothèque nationale de France: cb13092579k (data)
- CiNii: DA01516971
- Gemeinsame Normdatei: 118644459
- International Standard Name Identifier: 0000 0003 8181 1894
- Library of Congress Control Number: n85017784
- Nationale Bibliotheek van Tsjechië: jn19990000115
- Nationale Bibliotheek van Israël: 987007257394605171
- Nationale en Universitaire bibliotheek Zagreb: 000649307
- Nederlandse Thesaurus van Auteursnamen: 069736812
- Réseau des bibliothèques de Suisse occidentale: 02-A027793185
- LIBRIS: 258134
- Système universitaire de documentation: 032748906
- Virtual International Authority File: 263123344